# Pasquale, Conte de Bari
Prințul Pasquale de Bourbon-Două Siclii, Conte de Bari, (italiană Pasquale Baylen Maria del Carmine Giovanni-Battista Vincenzo-Ferreri Michele Arcangel Francesco di Paola Ferdinando Francesco di Assisi Luigi-Re Alfonso Gaetano Giuseppe Pietro Paolo Gennaro Luigi-Gonzaga Giovanni Giuseppe della Croce Gaspare Melchiore Baldassare Alberto Sebastiano Giorgio Venanzio Emanuele Placido Andrea-Avelino Rocco Pacifico Francesco di Geronimo Felice Teziano Ana Filomena Sebazia Lucia Luitgarda Apollina, Principe di Borbone delle Due Sicilie, Conte di Bari; 15 septembrie 1852, Palatul Caserta, Două Sicilii– 21 decembrie 1904, Château de Malmaison, Franța) a fost al 11-lea copil al regelui Ferdinand al II-lea al Celor Două Sicilii și a celei de-a doua soții, Maria Tereza de Austria.

## Biografie

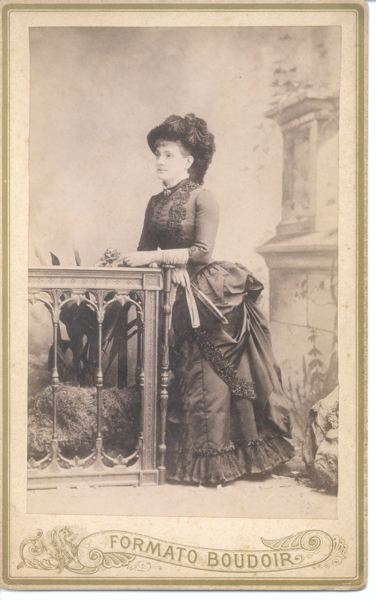
Blanche de Marconnay

Pasquale a fost un copil vesel și jucăuș, crescut cu iubire și grijă de mama sa Maria Tereza. Tatăl său Ferdinand a fost, de asemenea, afectuos și implicat cu Pasquale și frații lui. După expulzarea Bourbonilor din Napoli și Regatul celor Două Sicilii, Pasquale și-a urmat mama și frații la Roma unde Papa Pius al IX-lea a găzduit familia regală la Palatul Quirinal.
La 20 noiembrie 1878, la Clichy, Pasquale s-a căsătorit morganatic cu Blanche Marconnay, fiica lui Henriette de Marconnay.